# Cala Mica
La platja de Cala Mica està situada a l'illa de Menorca i concretament al nord del municipi d'Es Mercadal.
Aquesta platja té moltes roques i poca sorra per açò aquesta platja té pocs banyistes i a més, és una de les més conegudes pels seus pescadors de llagosta. Es troba a 11 kilòmetres des Mercadal, situada entre Cala Ferragut i Punta des Marès.
Per arribar-hi s'ha d'anar a peu seguint la senyalització des des Mercadal.

## Galeria d'imatges

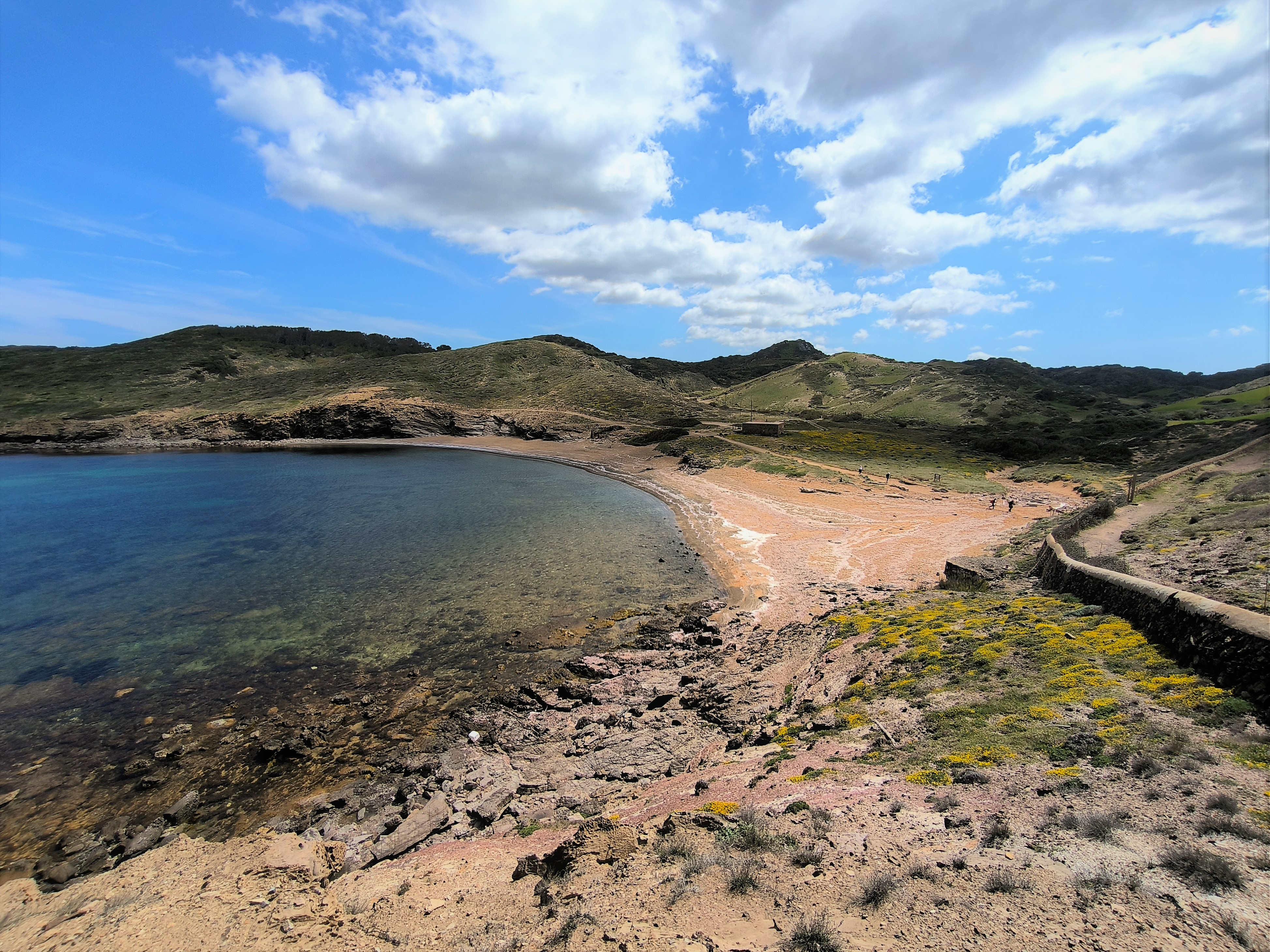
Cala Mica
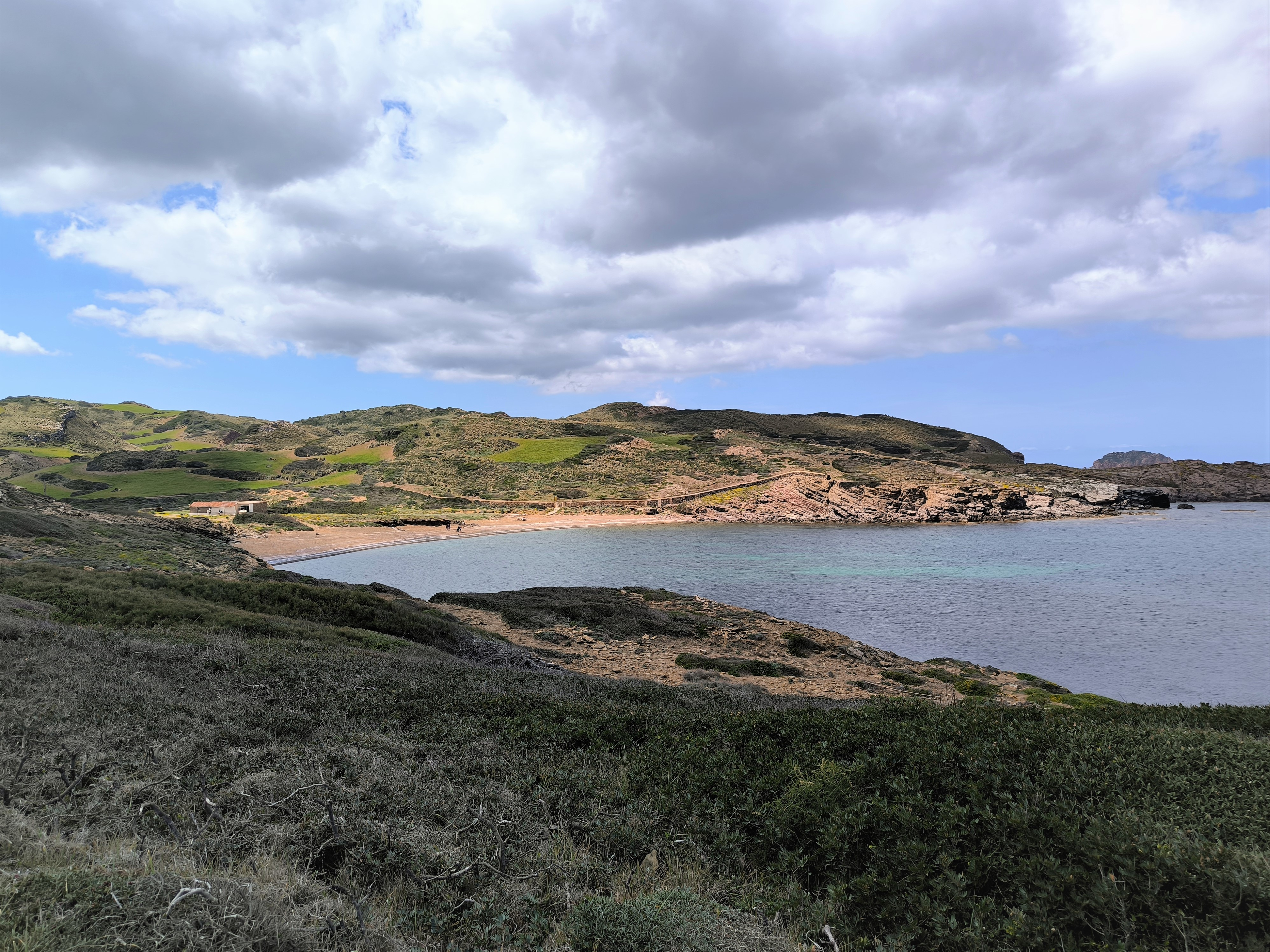
Cala Mica
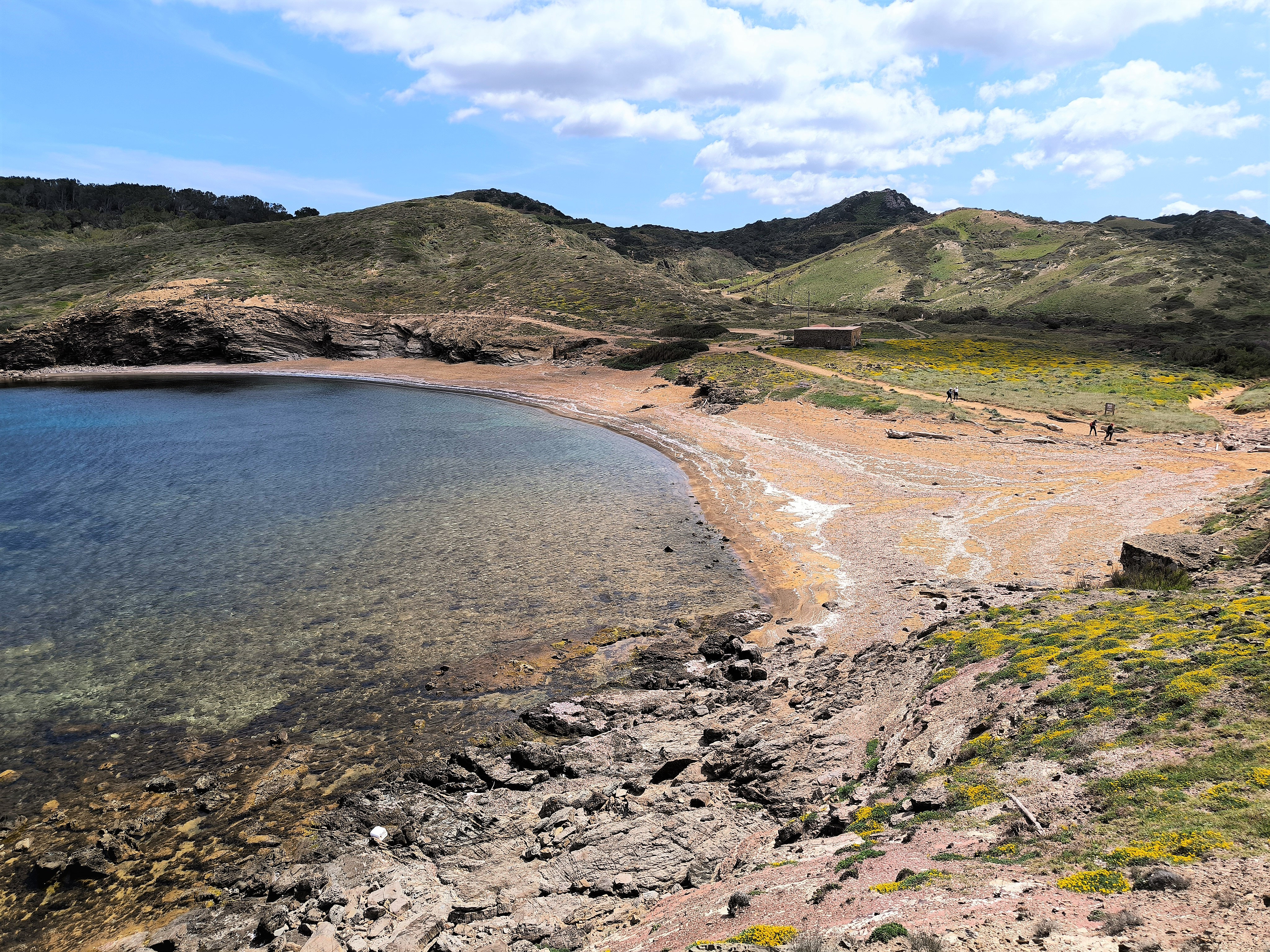
Cala Mica